# 戴正华
戴正华（1901年—1966年6月22日），中国人民解放军将领、中国人民解放军开国少将。
曾任中国人民解放军沈阳军区卫生部部长。1955年，授予中国人民解放军少将，后任总后勤部卫生部副部长。1966年去世，终年65岁。　